# Liste des monuments historiques nationaux de la province de Misiones
Cet article recense les monuments historiques de la province de Misiones, en Argentine.

## Liste
| Monument                                 | Commune                 | Adresse                                                                                              | Coordonnées                        | Loi             | Notice | Catégorie           | Date | Illustration                  |
| ---------------------------------------- | ----------------------- | --- | ---------------------------------- | --------------- | ------ | ------------------- | ---- | ----------------------------- |
| Réduction de Concepción                  | Concepción de la Sierra | | à géolocaliser                     | Décret no 16482 | 759    | Lieu historique     |      | Image manquante Téléverser    |
| Réduction de San Apóstoles               |                         | | à géolocaliser                     | Décret no 16482 | 760    | Lieu historique     |      | Image manquante Téléverser    |
| Sarandí blanco                           | Candelaria              | | à géolocaliser                     | Loi no 25383    | 761    | Arbre historique    |      | Image manquante Téléverser    |
| Réduction des Saints-Martyrs-du-Japon    | Itacaruaré              | | à géolocaliser                     | Décret no 2210  | 762    | Monument historique |      | Image manquante Téléverser    |
| Réduction de Santa María la Mayor        | Concepción de la Sierra | | 27° 33′ 00″ sud, 55° 20′ 00″ ouest | Décret no 31453 | 763    | Monument historique |      | Image manquante Téléverser    |
| Réduction de Nuestra Señora de Loreto    | Loreto                  | | 27° 30′ 00″ sud, 55° 32′ 00″ ouest | Décret no 2210  | 764    | Monument historique |      | Image manquante Téléverser    |
| Réduction de Santa Ana                   | Candelaria              | | 27° 23′ 00″ sud, 55° 34′ 00″ ouest | Décret no 2210  | 765    | Monument historique |      | Réduction de Santa Ana        |
| Réduction de Notre-Dame de La Candelaria | Candelaria              | | à géolocaliser                     | Décret no 2210  | 766    | Monument historique |      | Image manquante Téléverser    |
| Maison de Gobierno                       | Posadas                 | Intersección de las calles Nº 37 "Félix de Azara" y Nº 36 "San Martín" (Sección 01, Man 69, Parc 11) | à géolocaliser                     | Décret no 1119  | 767    | Monument historique |      | Image manquante Téléverser    |
| Réduction de Corpus Christi              | San Ignacio             | | à géolocaliser                     | Décret no 2210  | 768    | Monument historique |      | Image manquante Téléverser    |
| Réduction de San Ignacio Miní            | San Ignacio Miní        | | 27° 15′ 19″ sud, 55° 31′ 54″ ouest | Décret no 16482 | 769    | Monument historique |      | Réduction de San Ignacio Miní |
| Réduction de San Javier                  | San Javier              | | à géolocaliser                     | Décret no 16482 | 770    | Lieu historique     |      | Image manquante Téléverser    |
| Réduction de San José                    | San José                | | à géolocaliser                     | Décret no 16482 | 771    | Lieu historique     |      | Image manquante Téléverser    |